# 瓦勒迪西耶
瓦勒迪西耶（法語：Val-d'Usiers，法語發音：[val dyzje]）是法国杜省的一个市镇，属于蓬塔利耶区。该市镇于2024年1月1日由原市镇比扬莱叙西耶、古莱叙西耶和松巴库尔合并而成，行政中心位于比扬莱叙西耶。

## 地理
瓦勒迪西耶（46°57'47"N, 6°16'5"E）面积50.94 平方千米，位于法国勃艮第-弗朗什-孔泰大區杜省，该省份为法国东部内陆省份，北起上索恩省，西接汝拉省，东部及东南部与瑞士接壤，东北部与贝尔福地区省接壤。
与瓦勒迪西耶接壤的市镇（或旧市镇、城区）包括：乌昂、比尼、维耶桑、多马坦、乌托、沙富瓦、沙佩勒迪安、塞方丹、埃维莱尔。
瓦勒迪西耶的时区为UTC+01:00、UTC+02:00（夏令时）。

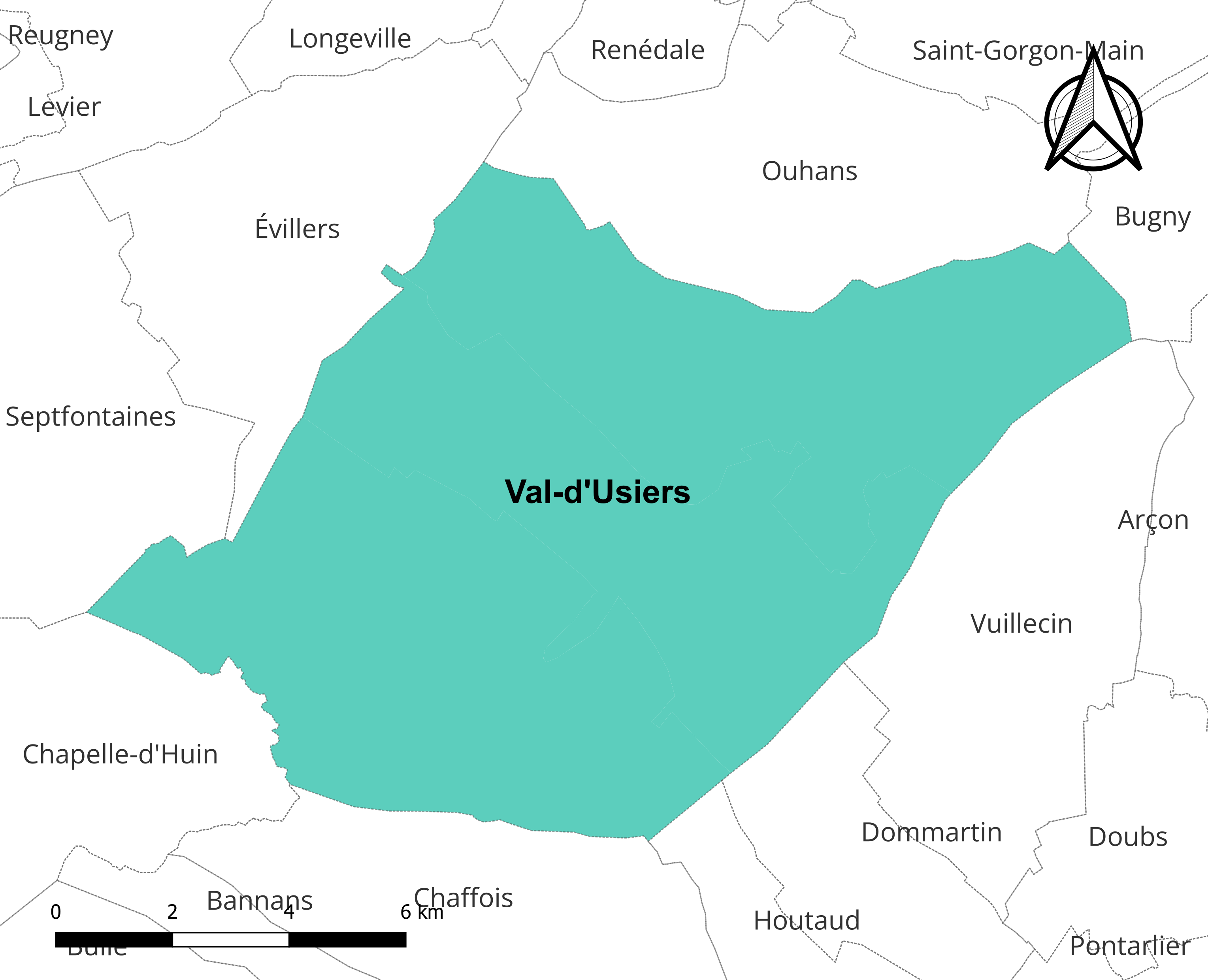
瓦勒迪西耶的定位图

## 行政
瓦勒迪西耶的邮政编码为25520，INSEE市镇编码为25060。

## 政治
瓦勒迪西耶所属的省级选区为奥尔南县。

## 人口
瓦勒迪西耶于2022年1月1日时的人口数量为2128人。